# Crítica a la posmodernidad
Las críticas a la posmodernidad, aunque intelectualmente diversas, comparten la opinión de que carece de coherencia y es hostil a la noción de absolutos, como la verdad. Específicamente, se sostiene que la posmodernidad carece de sentido, promueve el oscurantismo y utiliza el relativismo (en la cultura, la moralidad, el conocimiento) de forma que paraliza la mayoría de los juicios.
La crítica de la posmodernidad se refiere tanto al arte como a las teorías en los campos de humanidades —filosofía, historia, género y estudios LGBT+, estructuralismo, relativismo cultural y "teoría"—. La filosofía posmoderna es el tema más frecuente de crítica, debido al oscurantismo y la resistencia al conocimiento confiable que presenta. Por ejemplo, el filósofo Roger Scruton criticó las humanidades posmodernas y algunos elementos del arte posmoderno, pero nunca atacó ampliamente el inventario completo de diversos proyectos posmodernos. Una de las críticas mismas a la posmodernidad, en su conjunto, es la ausencia de una definición de lo que es la posmodernidad en sí misma e incluso de lo que es algo posmoderno específico. 

## Vaguedad
El lingüista Noam Chomsky ha argumentado que la posmodernidad no tiene sentido porque no agrega nada al conocimiento analítico o empírico. Pregunta por qué los intelectuales posmodernistas no responden como las personas en otros campos cuando se les pregunta:

En serio, ¿cuáles son los principios de sus teorías, en qué evidencia se basan, qué explican que no era ya obvio, etc.? Estas son solicitudes justas que cualquiera puede hacer. Si no pueden cumplirse, sugiero recurrir al consejo de Hume en circunstancias similares: a las llamas.

Christopher Hitchens en su libro, Why Orwell Matters, escribe, en defensa de la expresión simple, clara y directa de las ideas, "La tiranía de los posmodernistas desgasta a la gente por el aburrimiento y la prosa semianalfabeta". Hitchens también criticó un volumen posmodernista, "The Johns Hopkins Guide to Literary Theory and Criticism": "Da la casualidad de que los franceses desarrollaron una vez una expresión para este tipo de prosa: la langue de bois, la lengua de madera, en la que nada útil o esclarecedor puede sea dicho, pero en el que se pueden ofrecer varias excusas para lo arbitrario y lo deshonesto. (Este libro) es un indicador del estado de ánimo abismal que prevalece en muchas de nuestras universidades".
En una línea similar, Richard Dawkins escribe en una reseña favorable de Imposturas intelectuales de Alan Sokal y Jean Bricmont:

Suponga que es un impostor intelectual sin nada que decir, pero con fuertes ambiciones de triunfar en la vida académica, reúna un círculo de discípulos reverentes y haga que estudiantes de todo el mundo unjan sus páginas con un rotulador amarillo respetuoso. ¿Qué tipo de estilo literario cultivarías? No uno lúcido, seguramente, porque la claridad expondría su falta de contenido.

Dawkins utiliza luego la siguiente cita de Félix Guattari como ejemplo de esta "falta de contenido" y de claridad.

Podemos ver claramente que no existe una correspondencia bi-unívoca entre enlaces significantes lineales o archi-escritura, según el autor, y esta catálisis maquínica multidimensional y multireferencial. La simetría de escala, la transversalidad, el carácter pático no discursivo de su expansión: todas estas dimensiones nos alejan de la lógica del medio excluido y nos refuerzan en nuestro despido del binarismo ontológico que criticamos anteriormente.

Se ha sugerido que el término "posmodernidad" es una mera palabra de moda que no significa nada. Por ejemplo, Dick Hebdige, en Hiding in the Light, escribe:

Cuando es posible para un pueblo describir como 'posmoderna' la decoración de una habitación, el diseño de un edificio, la diégesis de una película, la construcción de un disco, o un video 'scratch', un comercial de televisión o un documental de arte, o las relaciones 'intertextuales' entre ellos, la maquetación de una página en una revista de moda o revista crítica, una tendencia antiteleológica dentro de la epistemología, el ataque a la 'metafísica de la presencia', una atenuación general del sentimiento, el disgusto colectivo y las proyecciones mórbidas de una generación de baby boomers de la posguerra que se enfrenta a la madurez desilusionada, el 'predicamento' de la reflexividad, un grupo de tropos retóricos, una proliferación de superficies, una nueva fase en el fetichismo de la mercancía, una fascinación por las imágenes, códigos y estilos, un proceso de fragmentación y/o crisis cultural, política o existencial, el 'descentramiento' del sujeto, una 'incredulidad hacia las metanarrativas', la sustitución de los ejes de poder unitarios por una pluralidad de formaciones de poder/discurso, la 'implosión del significado', el colapso de las jerarquías culturales, el terror engendrado por la amenaza de la autodestrucción nuclear, el declive de la universidad, el funcionamiento y los efectos de las nuevas tecnologías miniaturizadas, amplios cambios sociales y económicos en una fase 'mediática', 'consumidora' o 'multinacional', un sentido (dependiendo de a quién leas) de 'falta de lugar' o el abandono de la falta de lugar ('regionalismo crítico') o (incluso) una sustitución generalizada de coordenadas espaciales por temporales - cuando sea posible describir todas estas cosas como 'posmodernas' (o más simplemente usando una abreviatura actual como 'post' o 'muy post'), entonces está claro que estamos en presencia de una palabra de moda.

Los posmodernistas o intelectuales favorables a la posmodernidad como el historiador británico Perry Anderson defienden la existencia de los diversos significados asignados al término "posmodernidad", afirmando que solo se contradicen entre sí en la superficie y que un análisis posmodernista puede ofrecer una visión de la cultura contemporánea. Kaya Yılmaz defiende la falta de claridad y coherencia en la definición del término. Yılmaz señala que debido a que la teoría en sí es "antiesencialista y antifundacionalista", es apropiado que el término no pueda tener ningún significado esencial o fundamental. Sokal ha criticado defensas similares de la posmodernidad al señalar que respuestas como esta solo demuestran el punto original que están haciendo los críticos posmodernistas: que siempre falta una respuesta clara y significativa.

## Relativismo moral
Josh McDowell y Bob Hostetler ofrecen la siguiente definición de la posmodernidad: "Una cosmovisión caracterizada por la creencia de que la verdad no existe en ningún sentido objetivo, sino que se crea en lugar de descubrirla ... [La verdad] es creada por la cultura específica y existe sólo en esa cultura. Por lo tanto, cualquier sistema o declaración que intente comunicar la verdad es un juego de poder, un esfuerzo por dominar otras culturas". Los escritores culturalmente conservadores, como Charles Colson, se caracterizan por tender a mirar con recelo a la era posmodernista como ideológicamente agnóstica y repleta de relativismo moral o ética de la situación. Otros críticos han interpretado que la sociedad posmoderna es sinónimo de relativismo moral y contribuye al comportamiento desviado.
Muchos movimientos filosóficos rechazan tanto la modernidad como la posmodernidad como estados saludables del ser. Algunos de estos están asociados con el conservadurismo cultural y religioso que ve la posmodernidad como un rechazo de las verdades espirituales o naturales básicas y en su énfasis en el placer material y físico un rechazo explícito del equilibrio interno y la espiritualidad. Muchas de estas críticas atacan específicamente la tendencia al "abandono de la verdad objetiva" como el rasgo inaceptable crucial de la condición posmoderna y, a menudo, apuntan a ofrecer una metanarrativa que proporcione esta verdad.

## Crítica marxista
Alex Callinicos ataca a pensadores posmodernos notables como Baudrillard y Lyotard, argumentando que la posmodernidad "refleja la generación revolucionaria decepcionada de 1968, (particularmente las de mayo de 1968 en Francia) y la incorporación de muchos de sus miembros a la 'nueva clase media' profesional y gerencial. Se lee mejor como un síntoma de frustración política y movilidad social más que como un fenómeno intelectual o cultural significativo por derecho propio".
El historiador de arte John Molyneux, también del Partido Socialista de los Trabajadores, acusa a los posmodernistas de "cantar una vieja canción entonada durante mucho tiempo por historiadores burgueses de diversas tendencias".
Fredric Jameson, crítico literario estadounidense y teórico político marxista, ataca la posmodernidad (o postestructuralismo), lo que él afirma es "la lógica cultural del capitalismo tardío", por su negativa a comprometerse críticamente con las metanarrativas de la capitalización y la globalización. El rechazo convierte a la filosofía posmodernista en cómplice de las relaciones imperantes de dominación y explotación.

## Art Bollocks
Art Bollocks es un artículo escrito por Brian Ashbee que apareció en la revista Art Review en abril de 1999. Ashbee se refiere a la importancia que se le da al lenguaje en el arte "posmoderno". Las formas de arte postmoderno mencionadas por Ashbee son: "arte de instalación, fotografía, arte conceptual [y] video". El término "bollocks" en el título se relaciona con tonterías.
Un ejemplo se puede encontrar en el número 1482 de Private Eye, que es una entrevista imaginaria de Tracey Emin por un Alan Yentob indebidamente adulador.

## Escándalo Sokal
Alan Sokal, profesor de física de la Universidad de Nueva York, formuló el escándalo Sokal, un engaño en el que escribió un artículo deliberadamente sin sentido en un estilo similar a los artículos posmodernistas. El artículo fue aceptado con entusiasmo para su publicación por la revista Social Text a pesar del obvio satirismo de la visión posmodernista de la ciencia. Sokal usó libremente conceptos y jerga postmodernistas vagos mientras criticaba los enfoques empíricos del conocimiento. El mismo día del lanzamiento, publicó otro artículo en una revista diferente explicando el artículo de Social Text. Esto se convirtió en un libro Imposturas intelectuales que ofrecía una crítica de las prácticas de la academia posmoderna. En el libro él y Jean Bricmont señalan el mal uso de los términos científicos en las obras de los filósofos posmodernos pero afirman que esto no invalida el resto de la obra de esos filósofos a los que suspenden el juicio.

## Mumbo Jumbo
El libro de Francis Wheen How Mumbo-Jumbo Conquered the World critica ampliamente una variedad de paradigmas no críticos con una crítica significativa del relativismo cultural y el uso de tropos posmodernos para explicar todos los fenómenos geopolíticos modernos. Según Wheen, los académicos posmodernos tienden a criticar las estructuras de poder injustas en Occidente, incluyendo cuestiones de raza, clase, patriarcado, el efecto del capitalismo radical y la opresión política. Donde encuentra fallas en estos tropos es cuando las teorías van más allá del pensamiento crítico basado en evidencia y usan terminología vaga para apoyar las teorías oscurantistas. Un ejemplo es la afirmación de Luce Irigaray, citada por Alan Sokal y Jean Bricmont en su libro Imposturas intelectuales, de que la ecuación "E = mc²" es una "ecuación sexuada", porque "privilegia la velocidad de la luz sobre otras velocidades que son de vital importancia para nosotros". El relativismo, según Wheen, se convierte en una especie de muro que protege a las culturas no occidentales de las mismas críticas sostenidas. Si bien el sexismo inherente en América del Norte está abierto a críticas hostiles (como debería ser según Wheen), según el pensamiento posmoderno es tabú criticar los asesinatos por honor y la mutilación genital femenina en el norte de África y el Medio Oriente. El relativismo defenderá tales tabúes afirmando que tales culturas están fuera de la esfera de los valores occidentales compartidos y que no podemos juzgar a otras culturas según nuestros propios estándares o que se defiende disminuyendo la severidad del sexismo negando su prominencia (como propaganda/malentendido occidental) o culparlo a factores occidentales amenazantes (imperialismo, globalización, hegemonía occidental, explotación de recursos e interferencia occidental en general). Wheen admite que, si bien algo de esto puede tener mérito, su caso está muy exagerado por el relativismo. Wheen se reserva su crítica más enérgica para aquellos que defienden incluso el maltrato sistémico más atroz de las mujeres, incluso en países donde el contacto y la influencia occidentales son mínimos.